# Sheron Dayoc
Sheron Dayoc (Zamboanga, Mindanao 1981) és un artista i director de cinema filipí. Estudia a l'Institut de Cinema de la Universitat de les Filipines i després a l'Acadèmia de Cinema Asiàtic de Busan.
El seu primer curtmetratge, Angan-Angan, va guanyar la Menció Especial del Jurat al Festival Cinemalaya 2008 i va participar en diversos festivals europeus. Halaw  és el seu primer llargmetratge, que li va valer els premis a la millor pel·lícula i al millor director a Cinemalaya 2010 i es va presentar primer al Festival Internacional de Cinema de Busan i després al Fòrum del 61è Festival Internacional de Cinema de Berlín el 2011. El2015 va dirigir el documental  The Crescent Rising, premiat al Festival Internacional de Cinema de Busan. El 2016 va dirigir el seu segon llargmetratge, Women of the Weeping River, que va rebre el premi al millor director de la Secció Discoveries a la VI edició de l'Asian Film Festival Barcelona el 2018.

## Filmografia
- Angan-Angan - curtmetratge (2008)
- A Waver's Tale - curtmetratge (2009)
- Halaw (2010)
- Mientras su durmida¡¡ (curtmetratge, 2012)
- The Crescent Rising (2015)
- Bukod kang pinagpala (2015)
- Women of the Weeping River (2016)
- The Shoemaker (curtmetratge, 2019)